# Aleksandrs Čaks
Aleksandrs Čaks polgári nevén: Aleksandrs Čadarainis (Riga, 1901. október 27. – Riga, 1950. február 8.) lett költő, novellista, a nagyváros költője.

## Élete
Aleksandrs Čaks tehetős szabómester fiaként született 1901-ben. 1911 és 1914 között a Baltikum legnagyobb presztízsű orosz nyelvű gimnáziumában a rigai Alekszandr gimnáziumban tanult. A német megszállás elől családjával együtt először Észtországba, majd Szaranszkba költőzött. 1918-ban beiratkozott a Moszkvai Orvosi egyetemre. Tanulmányait 2 év után megszakította és belépett a Lett Lövészek közé. 
A polgárháború idején a Vörös Hadsereg soraiban harcolt Szibériában és Türkmenisztánban. Amikor 1922-ben leszerelték a Lett Lövészeket, Čaks is visszatért Lettországba és a Lett Tudományegyetemen folytatta orvosi tanulmányait ezt azonban soha nem fejezete be. Tanítóként helyezkedett el. Az 1920-as évek második felében már ismert költő.
A német megszállás idején Rigában maradt, ebben az időben álnéven jelentek meg versei. A háború után a Lett SZSZK megalakulását követően elvállalta a „Cīņa” („Harc”) című folyóirat irodalmi szerkesztőségét.
1950-ben szívinfarktusban halt meg.

## Irodalmi munkássága
Čaks első könyve 1928-ban jelent meg. Teljesen új hangot hozott a lett irodalomban. Ő volt Lettország első urbánus költője. Versei csupa hétköznapi dologhoz kötődtek. Megénekelte a város sötét oldalát. Írt verseket az éjszakai életről, hajléktalanokról, prostituáltakról, a sivár külvárosokról. Költészete eszközeit tekintve is eltért a hagyományos lett költészettől. Jellegzetes sajátos hangulatú hasonlatokat, jelzőket és metaforákat használt.
Élete során nagy gonddal gyűjtötte a Lett lövészekre vonatkozó dokumentumokat, emlékeket. 1937 és 1939 között két kötetes hősi eposzban énekelte meg a lett lövészek történetét: „Mūžības skartie” („Az öröklétbe őszültek”). Írt hősiességükről és legendás parancsnokukról Jukums Vācietisről.
Versek mellett írt prózát is. Novella és elbeszéléskötetei orvosi tanulmányaihoz kapcsolhatóan érdekes lélektani megfigyeléseket tartalmaznak.

### Költői művei
- Es un šis laiks („Én és ez a kor”, 1928)
- Sirds uz trotuāra („Szív a járdán”, 1928)
- Apašs frakā („Apacs frakkban”, 1929)
- Poēma par ormani („Poéma a konflisokról”, 1930)
- Laimes krekls („Szerencsés ing”, 1931)
- Mana paradīze („Az én paradicsomom”, 1932)
- Mūžības skartie (1-2) („Az öröklétbe őszültek”, 1937–1939)
- Iedomu spoguļi („A képzelet tükrei”, 1938)
- Patrioti („Hazafiak”, 1948)
- Zem cēlās zvaigznes („A nagy csillag alatt”, 1948)
- Spēlē, spēlmani („Játék, játékosok”, 1944) (1972)
- Debesu dāvana („Az ég ajándéka”, sast. 1942) (1980)

### Prózai művei
- Enģelis aiz letes („Angyal a pult mögött”, 1935)
- Debesīs („Ég”, 1938)
- Aizslēgtas durvis („Zárt ajtó”, 1938)
- Kļava lapa („Juharlevél”)

### Magyar fordítások
- A lett irodalom kistükre, Fordította: Brodszky Erzsébet, Budapest: Európa Könyvkiadó, 401-413. o. (1977). ISBN 963-07-0933-3
- Csillagok órája. Budapest: Európa Könyvkiadó, 340-343. o. (1980). ISBN 963-07-2051-5